# One Tree Hill (chanson)
Pour les articles homonymes, voir One Tree Hill.
 (janvier 2024).
Singles de U2
In God's Country Desire
Pistes de The Joshua Tree
Trip Through Your Wires
(8) Exit
(10)
One Tree Hill est un single du groupe de rock irlandais U2, sorti le 7 mars 1988. Il s'agit de la 9e piste de l'album The Joshua Tree publié en 1987. La chanson est dédiée à la mémoire de l'assistant de Bono, le Néo-Zélandais Greg Carroll décédé dans un accident de moto le 3 juillet 1986. 
One Tree Hill n'a été édité en single qu'en Nouvelle-Zélande en mars 1988, où il atteint la première place des charts. Après With or Without You, I Still Haven't Found What I'm Looking For et Where the Streets Have No Name, c'est le quatrième 45 tours de The Joshua Tree à avoir été classé no 1 dans au moins un pays. Il a été inclus en bonus dans la version japonaise de la compilation de U2 The Best of 1980-1990, paru en 1998.

## Signification
Pendant la tournée The Unforgettable Fire Tour en Nouvelle-Zélande en 1985, U2 fait la connaissance de Greg Carroll. Maori, Greg travaillait pour le promoteur du groupe sur les dates néo-zélandaises et assurait les premières parties, en commençant par Auckland. Carroll était dans la musique et les médias depuis un bon bout de temps. Il est plein d’énergie, avait un dynamisme incroyable. « Paul McGuinness trouvait ce type vraiment trop super pour le laisser. On l’a emmené avec nous en Australie » se souvient Bono. Très vite, Greg Carroll devient un membre du groupe à part entière. 
À la fin de la tournée mondiale, le groupe rentre à Dublin Greg Carroll les suit. Il travaille en tant qu’assistant de Bono, et devint un véritable frère pour le chanteur. Il était aimé et respecté de tous ceux qui le connaissaient.
En juillet 1986, tandis que le groupe prépare l’enregistrement de The Joshua Tree, Greg prend la Harley-Davidson de Bono, durant une nuit froide et pluvieuse. Les routes étaient affreusement glissantes et la visibilité, très mauvaise. Sur l’une des routes principales qui partent du centre, une voiture déboîte devant Greg, qui est tué sur le coup. Toute l’équipe est choquée, mais Bono est particulièrement affecté. Il confie à David Breskin : « J’étais anéanti. Greg me rendait service, il me ramenait ma moto à la maison. Il prenait soin d’Ali. Ils allaient souvent danser ensemble. C’était le meilleur ami du monde. J’avais déjà vécu ça avec ma mère, à présent je le revivais une seconde fois. Le pire, c’est la peur. Après l’accident, chaque fois que le téléphone sonnait, mon cœur s’arrêtait. Maintenant, quand je pars, je me demande toujours : « Tous ces gens seront-ils encore là quand je reviendrai ? » Tu te mets à penser comme ça. »
Lors des funérailles de Carroll, Bono chante Let It Be et Knockin' on Heaven's Door.

Peu de temps après son retour à Dublin, Bono a écrit des paroles pour une chanson sur ces funérailles qu'il a intitulée One Tree Hill en souvenir d'une colline qu'il avait vue lors de sa visite à Auckland en 1984.

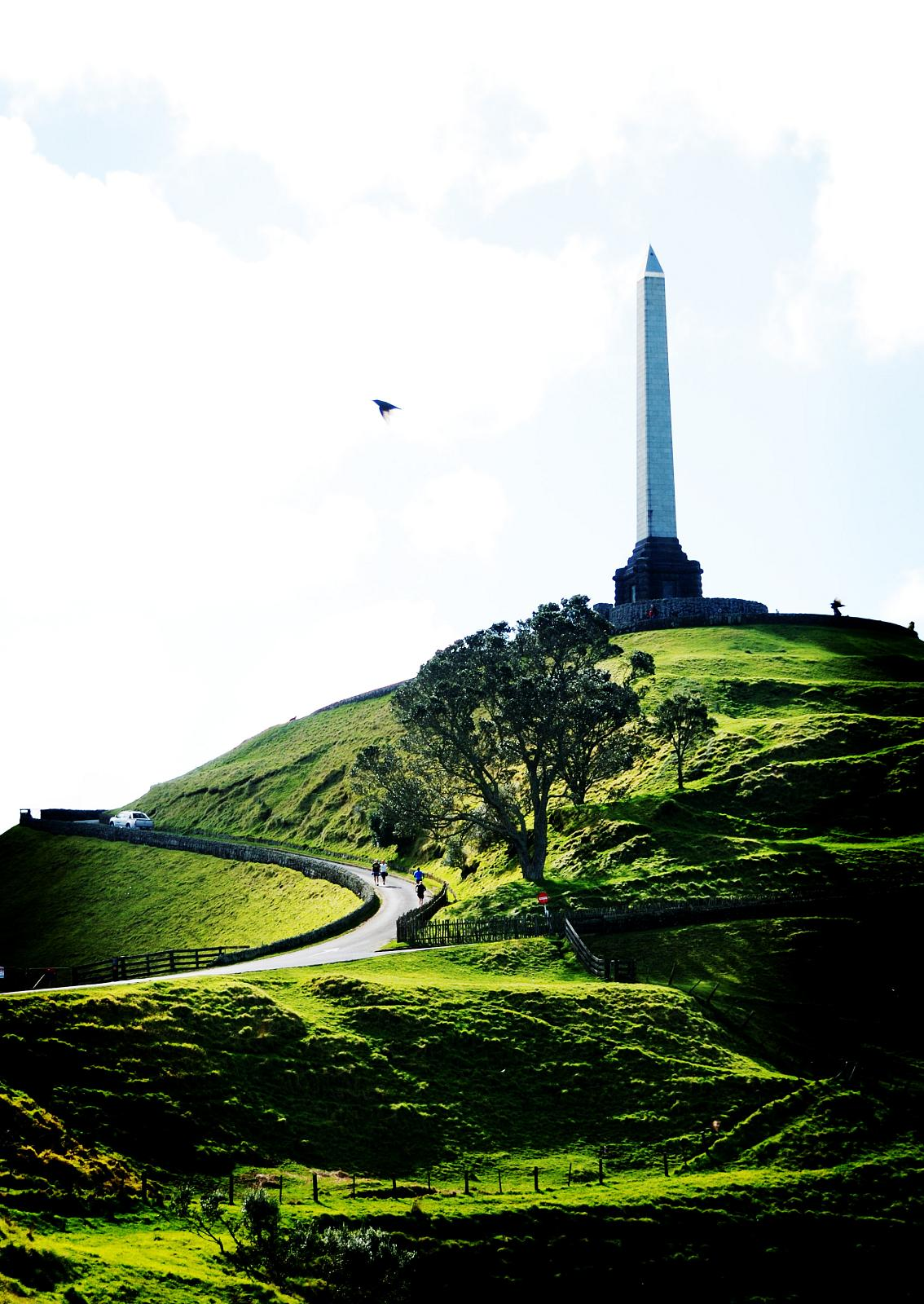
La colline de One Tree Hill

Dans la chanson, Bono inclut un texte faisant référence au chanteur et activiste politique Chilien Víctor Jara, qui devint un symbole de la résistance contre le régime militaire dictatorial d'Augusto Pinochet après avoir été torturé et tué pendant le coup d'état de 1973.

## Réception critique
One Tree Hill a été accueilli favorablement par la critique. Le rédacteur en chef de Hot Press, Niall Stokes, l’a décrit comme l’un des meilleurs morceaux de U2, le qualifiant d' « hommage approprié » à Carroll. Le Toronto Star estime qu’il s’agit de l’une des meilleures chansons de l’album. Steve Morse du Boston Globe a comparé la voix de Bono dans le final de la chanson à la passion du chanteur de soul américain Otis Redding, notant également que la coda rappelait l’hymne Amazing Grace. Steve Pond de Rolling Stone l’a qualifié de « bénédiction douce et obsédante ». Bill Graham de Hot Press a déclaré que la chanson était « pleine d’espoir, pas sinistre », décrivant les paroles « We run like a river to the sea » comme « la métaphore [du musicien Mike Scott] reformulée en termes de vie éternelle et de croyance propre aux Maoris ». Il décrit le jeu de The Edge comme « une mélodie de guitare aux membres déliés avec une teinte à la fois africaine et hawaïenne », concluant en disant « malgré sa coda vocale émouvante, One Tree Hill n’est pas sombre. Elle célèbre la vie de l’esprit, et non son extinction. Dans le New York Times, John Rockwell a estimé qu'il s'agissait d'un exemple de l'élargissement de la gamme de U2, déclarant que « l'inclusion d'idiomes musicaux n'avait jamais été explorée aussi ouvertement sur un disque de U2, en particulier le chœur gospel de One Tree Hill ». Enfin, Colin Hogg du New Zealand Herald l’a qualifiée de « pièce maîtresse musicale remarquable », estimant qu’il s’agissait de la meilleure chanson de l’album.

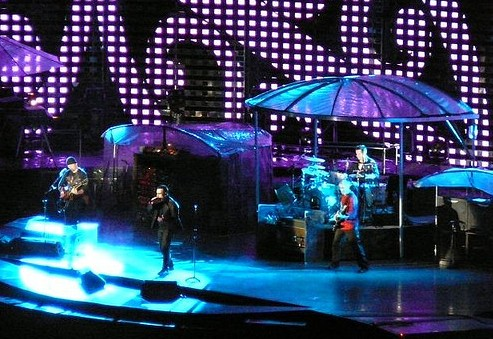
U2 interprète One Tree Hill à Auckland durant le Vertigo Tour le 24 novembre 2006.

## Liste des titres
Toutes les paroles sont écrites par Bono, toute la musique est composée par U2.
| Vinyle 7", cassette | Vinyle 7", cassette    | Vinyle 7", cassette | Vinyle 7", cassette | Vinyle 7", cassette | Vinyle 7", cassette | Vinyle 7", cassette | Vinyle 7", cassette | Vinyle 7", cassette | Vinyle 7", cassette |
| No                  | Titre                  | Durée               |                     |                     |                     |                     |                     |                     |                     |
| ------------------- | ---------------------- | ------------------- | ------------------- | ------------------- | ------------------- | ------------------- | ------------------- | ------------------- | ------------------- |
| 1.                  | One Tree Hill          | 5:23                |                     |                     |                     |                     |                     |                     |                     |
| 2.                  | Bullet the Blue Sky    | 4:32                |                     |                     |                     |                     |                     |                     |                     |
| 3.                  | Running to Stand Still | 4:20                |                     |                     |                     |                     |                     |                     |                     |
| 14:15               |                        |                     |                     |                     |                     |                     |                     |                     |                     |

## Classement
| Pays (1988)            | Meilleure position |
| ---------------------- | ------------------ |
| Nouvelle-Zélande RIANZ | 1                  |

## Crédits
U2 :
- Bono – chant
- The Edge – guitare, chœurs
- Adam Clayton – guitare basse
- Larry Mullen, Jr. – batterie, percussions

Additionels, :
- Dick Armin – violoncelle Raad cello
- Paul Armin – alto Raad
- Adele Armin – violon Raad

Technique :
- Réalisation artistique – Brian Eno, Daniel Lanois
- Enregistrement – Flood
- Assistant – Pat McCarthy
- Mixage – Dave Meegan